# نهار زين
نهار زوين هو فيلم اجتماعي كوميدي رومنسي مغربي، من إنتاج الشركة الوطنية للإذاعة والتلفزة بطولة كل من: عزيز حطاب - ابتسام العروسي - عادل أبا تراب وأخرون.عرض على القناة الأولى.

## قصة الفيلم
تدور أحداث الفيلم حول المخترع عزيز حطاب الذي اخترع تطبيقا يمكن من خلاله تقاسم معلومات تخص ماركات الروائح، ويريد هذا الأخير أن يقوم بتقديم هذا التطبيق لرجال أعمال من اليابان، لكن لسوء الحظ يجد سيارته عالقة في مكان ركن السيارات، فيخرج بحثا عن وسيلة للتنقل مخافة أن يتخلف عن الموعد، ليجد نفسه في حي يسمى (درب المعاكيز) محاطا بمراهقين وأطفال يقومون بالتراشق بالمياه، فيكر فارا من منهم خوفا على الحاسوب الذي يحوي على التطبيق، فيقرر اللص المشهور باسم (نايك شراجم) بتقديم المساعدة له لكن بشرط أن يقوم بإعطائه المال ووظيفة، فتبدأ الأحداث المثيرة والكوميدية، فتقرر سكرتيرة المخترع بالإتصال بأخاها الذي يلقب باسم (الصانطروا) التقوم بتوكيله مهمة البحث عن عنه ليكتشف الأخير أن المخترع حبيب أخته، فيقرر البحث عنه وتلقينه درسا، فينتهي الفيلم بعودة المخترع ونجاحه في تقديم العرض ـ فيقرر الزواج بسكرتيرته وشراء سيارة لها.